# Vinculopsis venezuelensis
Vinculopsis venezuelensis là một loài bướm đêm trong họ Crambidae.